# 晏阳初旧居 (重庆市)
晏阳初旧居位於重慶市北碚區歇马街道桃园村26号，1940年教育家晏阳初在此创办中国乡村建设学院。该建筑为土木结构的三合院，占地面积700平方米，建筑面积547.8平方米，设有7间厅室。2011年辟为晏阳初纪念馆。2009年12月15日，以“中国乡村建设学院旧址暨晏阳初旧居”的名称列為第二批重慶市文物保護單位。2013年3月5日，作为嘉陵江三峡乡村建设旧址群的一部分列為第七批全國重點文物保護單位。